# Оксалат галлия
Оксалат галлия — неорганическое соединение, 
соль галлия и щавелевой кислоты с формулой Ga2(C2O4)3,
бесцветные кристаллы,
растворяется в воде,
образует кристаллогидрат.

## Получение
- Растворение гидроксида галлия в щавелевой кислоте:

{\displaystyle {\mathsf {2Ga(OH)_{3}+3C_{2}O_{4}H_{2}\ {\xrightarrow {}}\ Ga_{2}(C_{2}O_{4})_{3}+6H_{2}O}}}

## Физические свойства
Оксалат галлия образует бесцветные кристаллы.
Растворяется в воде и этаноле.
Образует кристаллогидрат состава Ga2(C2O4)3•4H2O.

## Химические свойства
- Разлагается при нагревании:

{\displaystyle {\mathsf {Ga_{2}(C_{2}O_{4})_{3}\ {\xrightarrow {195^{o}C}}\ Ga_{2}O_{3}+3CO_{2}+3CO}}}
- С оксалатами щелочных металлов образуют комплексные соли (хорошо растворимые в воде):

{\displaystyle {\mathsf {Ga_{2}(C_{2}O_{4})_{3}+Na_{2}C_{2}O_{4}\ {\xrightarrow {}}\ 2NaGa(C_{2}O_{4})_{2}}}}
{\displaystyle {\mathsf {Ga_{2}(C_{2}O_{4})_{3}+3Na_{2}C_{2}O_{4}\ {\xrightarrow {}}\ 2Na_{3}Ga(C_{2}O_{4})_{3}}}}